# Граничак
Гранича̀к е село в Северозападна България, община Белоградчик, област Видин.

## География
Село Граничак се намира на 7 – 8 км северозападно от Белоградчик и около 5 км североизточно от село Салаш. Разположено е в най-североизточната част на планинския рид Ведерник в Западния Предбалкан, прилежащо със северната си граница към долината на Салашка река, по южната страна на която минава третокласният път, водещ от град Димово през Граничак и село Салаш до Белоградчишкия проход на границата с Република Сърбия.
На около 3 км източно от Граничак се намира село Дъбравка.
Надморската височина в североизточния край на село Граничак при пътното отклонение към него е около 366 м, а в най-южната му част достига 440 – 450 м.
Към 1934 г. село Граничак се състои от махалите Круша, Петровци, Сетова и Янкулова, които са почти слети.
Населението на село Граничак, 330 души към 1934 г., намалява до 58 души към 1992 г. и до 5 души към 2018 г.

## История
Останките на предполагаема късноантична римска пътна станция се намират в местността Анище, на около 1,5 км на изток-североизток от Граничак, на 70 – 80 м северно от третокласния път. Открити са монети от III – IV век. Останалите находки са свързани с бита – лампи, керамика, катарами за колани и други. В административната сграда е открито подово отопление от римския период, наричано „хипокаустна система“. Архитектурата на обекта е установена от разкритите помещения за бани в западната му част. Първоначално се е считало, че това е римска вила, разположена на пътя Рациария – Найсус, вероятно разрушена от варварските нашествия в края на III и началото на IV век, но при разкопките след намерени много археологически артефакти се стига до извода, че това е римска пътна станция.

## Население
Преброяване на населението през 2011 г.
Численост и дял на етническите групи според преброяването на населението през 2011 г.:
|                     | Численост | Дял (в %) |
| Общо                | 10        | 100,00    |
| Българи             | 9         | 90,00     |
| Турци               | 0         | 0,00      |
| Цигани              | 0         | 0,00      |
| Други               | 0         | 0,00      |
| Не се самоопределят | 0         | 0,00      |
| Неотговорили        | 1         | 10,00     |

## Обществени институции
Село Граничак има кметско наместничество на община Белоградчик.

## Културни и природни забележителности
На около 3 км южно от Граничак, на най-високата част на планинския рид Ведерник – връх Ведерник (1124 м), има развалини на крепост.

## Личности
- Александър Лилов (1933 – 2013) – учен и политик, роден в село Граничак.